# Marignac-Laspeyres
Marignac-Laspeyres ist eine französische Gemeinde mit 199 Einwohnern (Stand 1. Januar 2022) im Département Haute-Garonne in der Region Okzitanien. Die Einwohner werden Maripeyrains genannt. 

## Geographie
Der Ort liegt in der historischen Provinz Comminges zwischen Martres-Tolosane und Aurignac, 70 km südwestlich von Toulouse. Das Gemeindegebiet wird im Norden vom Flüsschen Bernès durchquert.

## Bevölkerungsentwicklung
| Jahr                       | 1962 | 1968 | 1975 | 1982 | 1990 | 1999 | 2010 | 2017 |
| Einwohner                  | 145  | 140  | 101  | 102  | 123  | 111  | 196  | 218  |
| Quellen: Cassini und INSEE |      |      |      |      |      |      |      |      |

## Sehenswürdigkeiten
- Kirche Saint-Martin